# Shivakumara Swami
Sri Sri Shivakumara Swami (Hindi: श्री श्री शिवकुमार स्वामी; Kannada: ಶ್ರೀ ಶಿವಕುಮಾರ ಸ್ವಾಮಿಗಳು; Sanscrito: शिवकुमारस्वामी) (Veerapura, 1º aprile 1907 – Tumkur, 21 gennaio 2019) è stato un filantropo, religioso e supercentenario indiano leader della comunità hindu del Karnataka Sree Siddaganga Mutt nata nel XIV secolo.

## Biografia
Nato nel 1907 nel villaggio di Veerapura a una sessantina di km da Bangalore (Karnataka) nell'allora Raj britannico, completò i suoi studi all'Università di Bangalore nel 1930.
Fu il fondatore della Sri Siddaganga Education Society, che ha costruito istituti scolastici specializzati in corsi di formazione tradizionale in sanscrito, ma anche in scienza e tecnologia e e Swamiji's Guru Kula. 
Nel 1965 ottenne la laurea honoris causa di dottore in letteratura dalla Karnatak University di Dharwad e nel 2007 il presidente dell'India Abdul Kalam si recò a fargli visita.
Nel 2007 fu decorato con l'onorificenza più alta del Karnataka, la Karnataka Ratna, e nel 2015 venne insignito con la terza onorificenza indiana, la Padma Bhushan. 
Nel Karnataka era conosciuto come Nadedaduva Devaru ("Dio che cammina").